# Missione eroica (film 1936)
Missione eroica (Eskapade) è un film del 1936 prodotto e diretto da Erich Waschneck. Come aiuto regista, appare, al suo esordio cinematografico, Bruno Carstens che, in seguito, sarebbe diventato un popolare attore televisivo della DDR.

## Produzione
Il film fu prodotto dalla Fanal-Filmproduktion GmbH di cui Erich Waschneck era amministratore delegato, una compagnia che produsse circa venti film durante i suoi anni di attività.
Le coreografie del film furono curate da Sabine Ress.

## Distribuzione
Distribuito dalla Rota-Film Verleih AG, uscì nelle sale cinematografiche tedesche il 1º settembre 1936, presentato in prima al Gloria-Palast di Berlino.